# الحرب الإنجليزية الميسورية الرابعة
الحرب الإنجليزية الميسورية الرابعة هي نزاع دار في الهند الجنوبية بين مملكة ميسور ضد شركة الهند الشرقية وبريطانيا ودولة حيدر آباد في الفترة بين عامي 1798-1799.
كان هذا النزاع آخر نزاع في الحروب الإنجليزية الميسورية الأربعة. استولى البريطانيون على عاصمة ميسور. قُتل الحاكم تيبو سلطان في المعركة. تولت بريطانيا السيطرة غير المباشرة على ميسور وأعادت سلالة ووديار إلى عرش ميسور (مع وجود المستشار البريطاني لينصحه في جميع الأمور). نُفي الوريث الصغير لتيبو سلطان، فاتح علي. أصبحت مملكة ميسور ولاية أميرية في التحالف الفرعي مع الهند البريطانية التي كانت تغطي أجزاء من كيرالا-غرناطة الحالية وتنازلت عن كويمباتور، وداكشينا كانادا وأوتارا كانادا لصالح بريطانيا.

## خلفية
كانت (حملة) نابليون بونابرت في مصر العثمانية في عام 1798 تهدف إلى تعزيز الاستحواذ على الممتلكات البريطانية في الهند، وكانت مملكة ميسور هي المفتاح إلى الخطوة التالية، حيث سعى حاكم ميسور، تيبو سلطان، لتكون فرنسا حليفًا له وكان رد نابليون على رسالته على الشكل التالي: «تم إعلامك مسبقًا بوصولي إلى حدود البحر الأحمر، ومعي جيش لا يحصى ولا يقهر، وكلي رغبة بإطلاق سراحك وتحريرك من نير إنجلترا الحديدي». إضافة إلى ذلك، أصدر الضابط مالاركتيك، حاكم موريشيوس الفرنسي، إعلان مالاكتريك بحثًا عن متطوعين لمساعدة تيبو. أنهى هوراشيو نيلسون أي إمكانية لمساعدة من نابليون بعد معركة النيل. من ناحية ثانية، كان اللورد ويلسلي يستعد مسبقًا لمنع أي تحالف بين تيبو سلطان وفرنسا.

## سير الأحداث
زحف ثلاثة جيوش، واحد من بومباي واثنان بريطانيان (تضمن أحدهما كتيبةً بقيادة الكولونيل آرثر ويلسلي، الدوق الأول لاحقًا لويلينغتون)، باتجاه ميسور في عام 1799، وطوقوا العاصمة، سريراباتنام، بعد بعض الاشتباكات مع تيبو. بتاريخ 8 مارس، تمكنت قوة متقدمة من صد تقدم لتيبو في معركة سيدار. اخترقت الجدران الدفاعية من خلال معركة سيرينغابتام، بتاريخ 4 مايو. أُطلق النار على تيبو سلطان أثناء اندفاعه للاقتحام وقُتل.
سُيّج اليوم المكان الذي اكتُشفت فيه جثة تيبو تحت البوابة الشرقية خلال الدراسة الاستقصائية الأثرية التي قامت بها الهند، ونُصبت مكانه لوحة تعريفية. هُدمت البوابة لاحقًا خلال القرن التاسع عشر لتوسيع الطريق.
كان أحد التقدمات العسكرية الملحوظة الذي كان تيبو سلطانرائدًا فيه هو استخدام الهجمات الجماعية عن طريق ألوية الصواريخ ذات الغلاف الحديدي في الجيش. كان تأثير الصواريخ الميسورية على البريطانيين خلال الحروب الميسورية الثالثة والرابعة مثيرًا للإعجاب لدرجة كافية جعلتها تكون إلهامًا لويليام كونغريف لتطوير صواريخ كونغريف.[بحاجة لمصدر]
اعتقد عدة أفراد من شركة الهند الشرقية أن عمدة العمرة، نواب كارناتيك، قدم سرًا مساعدة إلى تيبو سلطان خلال الحرب الإنجليزية الميسورية الرابعة؛ وطلبوا على الفور شهادته بعد نهاية الصراع.

### ناواب سافانور
انفصلت الأراضي التابعة لناواب سافانور بين القوات الإنجليزية وقوات ماراثا.